# Город Кулебаки (бывш. городское поселение)
Город Кулебаки — административно-территориальная единица в составе городского округа город Кулебаки Нижегородской области России) и упраздненное городское поселение Кулебакского района.
Административный центр — город Кулебаки.

## Населенные пункты
| № | Населённый пункт | Тип                           | Население |
| - | ---------------- | ----------------------------- | --------- |
| 1 | Кулебаки         | город, административный центр | ↗32 184   |
| 2 | Ульище           | посёлок                       | ↘74       |